# Julia Sukmanova
Julia Sukmanova, bürgerlich Julia Struwe (geboren 1975 in Sibai, Sowjetunion) ist eine deutsche Sängerin, Stimmlage Sopran.

## Leben und künstlerisches Wirken
Julia Sukmanova studierte von 1993 bis 1998 am Sankt Petersburger Konservatorium Klavier bei Leonid Sintsev, sowie Kammermusik bei Elena Schafran und absolvierte ihr Diplom unter anderem als Konzertpianistin. Als Pianistin und Komponistin wurde sie mit zahlreichen Preisen ausgezeichnet. Gesang studierte sie zunächst privat bei Donat Donatov und anschließend an der Musikhochschule Freiburg bei Markus Goritzki mit Diplom im Jahr 2004. Sie nahm zudem an Meisterkursen bei Dietrich Fischer-Dieskau, Gwyneth Jones, Anna Tomowa-Sintow und Inga Nielsen teil.
2003 debütierte Sukmanova als Donna Anna in Mozarts Don Giovanni an der Hamburgischen Staatsoper. Es folgten Engagements unter anderem an den Musikbühnen von Bonn, Schwerin, Erfurt, Innsbruck, Stuttgart und Amsterdam. Außerdem wirkt sie als Lied- und Konzertsängerin.
Konzertauftritte hatte sie u. a. in der Kultur- und Kongresszentrum Liederhalle Stuttgart, im Gasteig München, im Concertgebouw Amsterdam und Muziekgebouw aan ’t IJ (Amsterdam), in der Tonhalle Zürich, in der Nürnberger Meistersingerhalle, in der Laeiszhalle Hamburg, in der Rheinischen Philharmonie (Koblenz und Trier), sowie an den Philharmonien in Kiev und Ufa. Sie trat beim Richard-Strauss-Festival in Garmisch-Partenkirchen, den Zürcher Festspielen, den Eutiner Festspielen, den Arabesque und Tschaikowsky-Tagen in Hamburg, sowie Les Flâneries musicales in Frankreich auf.
Sie konzertierte mit renommierten Orchestern wie unter anderem mit verschiedenen Rundfunk-Sinfonieorchestern, den Münchner Symphonikern, den Hamburger Symphonikern, den Düsseldorfer Symphonikern, dem Staatsorchester der Rheinischen Philharmonie sowie dem Orchester der Neuen Philharmonie Frankfurt.
Dabei arbeitete sie mit Dirigenten wie Peter Eötvös, Howard Griffiths, Georg Schmöhe, Simone Young, Alfred Eschwé, Michael Hofstetter und Kevin John Edusei zusammen sowie mit Regisseuren wie Brigitte Fassbaender, Peter Konwitschny, Kay Kuntze, Christof Loy, Hans Neuenfels, Uwe Eric Laufenberg und Benedikt von Peter.
Sie gehört zu den Initiatoren der Konzertreihe „Klassik für Kinder!“ in Hamburg und ist seit dem Jahr 2009 Vorsitzende des Vereins „Klassik für Kinder!“ – Konzertreihe der klassischen Musik in Hamburg. In Anerkennung ihres künstlerischen Wirkens wurde Sukmanova 2013 zur „Verdienten Künstlerin der Republik Baschkortostan“ ernannt. Julia Sukmanova (verheiratete Struwe) lebt mit ihrer Familie in Bochum.

## Auszeichnungen
- 2002: Richard-Strauss-Wettbewerb 1. Preis[3]
- 2002: Rotary-Club-Wettbewerb Stuttgart 1. Preis
- 2003: Preisträgerin des Internationalen ARD-Wettbewerbes in München[3]

## Diskografie
- Sofia Asgatowna Gubaidulina 1931: Johannes-Passion, Johannes-Ostern. Hänssler Classic, 2008.
- Pauline Viardot-Garcia (1821–1910): Lieder Die Seele lebt im Liede. Fontenay, 2011.
- Alla cetra! – Michail Glinka im Spiegel seinen Lieder. Monalvo Classics, 2014.
- Sergey Rachmaninov: Lieder. Hänssler Classics, 2016.

## Filme
- Rachmaninov – Lieder der verlorenen Heimat, Studio Rakurs (A. Kogan) – Hamburg 2016
- Glinka Alla cetra! – Michail Glinka im Spiegel seiner Lieder, Studio Rakurs (A. Kogan) – Hamburg 2014